# اچ‌ام‌اس استاکر (دی۹۱)
اچ‌ام‌اس استاکر (دی۹۱) (به انگلیسی: HMS Stalker (D91)) یک کشتی بود که طول آن ۴۹۱ فوت ۶ اینچ (۱۴۹٫۸۱ متر) بود. این کشتی در سال ۱۹۴۲ ساخته شد.